# Monday Night Wars
Monday Night Wars (в переводе с англ. — «Во́йны ночью понедельника») — это период в американском рестлинге, когда телепередачи Monday Night Raw (World Wrestling Federation, WWF, ныне WWE) и Monday Nitro (World Championship Wrestling, WCW) еженедельно транслировались параллельно в борьбе за рейтинг Нильсена. Рейтинговая война длилась с 4 сентября 1995 года по 26 марта 2001 года.
Рейтинговая война была частью противостояния между двумя компаниями, возникшей на почве личной неприязни между владельцем WWF Винсом Макмэном и владельцем WCW Тедом Тёрнером. Соперничество между компаниями постоянно обострялось на протяжении 1990-х годов, включая использование жестокой тактики и переманивания сотрудников между двумя компаниями. На протяжении всей борьбы WWF и WCW перенимали различные концепции и методы повествования, внедренные Extreme Championship Wrestling (ECW); в то же время обе компании устанавливали как формальные, так и неформальные партнерские отношения с компанией, при этом сотрудники ECW либо появлялись на шоу WWF и WCW, оставаясь на контракте, либо прямо покидали ECW, чтобы работать в одном из двух других промоушенов.
Хотя WCW был доминирующим промоушеном на протяжении большей части середины 1990-х годов, в конце десятилетия целый ряд факторов переломил ход событий в пользу WWF, включая радикальный ребрендинг их ранее ориентированного на семью продукта в высокосексуализированные и жёстокие шоу, предназначенные для подростков и взрослых. В конце концов, WCW столкнулась с финансовыми трудностями, вызванными зарплатами, которые они гарантировали рестлерам во время набора персонала в начале и середине десятилетия, целью которого было приобретение значительной части сотрдуников WWF. Руководители WCW, мечтавшие о том, чтобы компания вышла из-под контроля организации Тёрнера, в конечном итоге смогли добиться этого после слияния Тёрнера с Time Warner и AOL. Поскольку Тёрнер больше не контролировал компанию, руководители объединённой компании AOL Time Warner продали её активы WWF. Несмотря на попытки спасти компанию, она была в конечном итоге продана Макмэну, положив конец Monday Night Wars.
Оглядываясь назад, эксперты считают эпоху Monday Night Wars золотым веком реслинга, когда вражда между двумя компаниями приводила к созданию наиболее качественного продукта как в плане творчества, так и в плане выступлений рестлеров.

## История

### Кабельное телевидение (1980—1987)

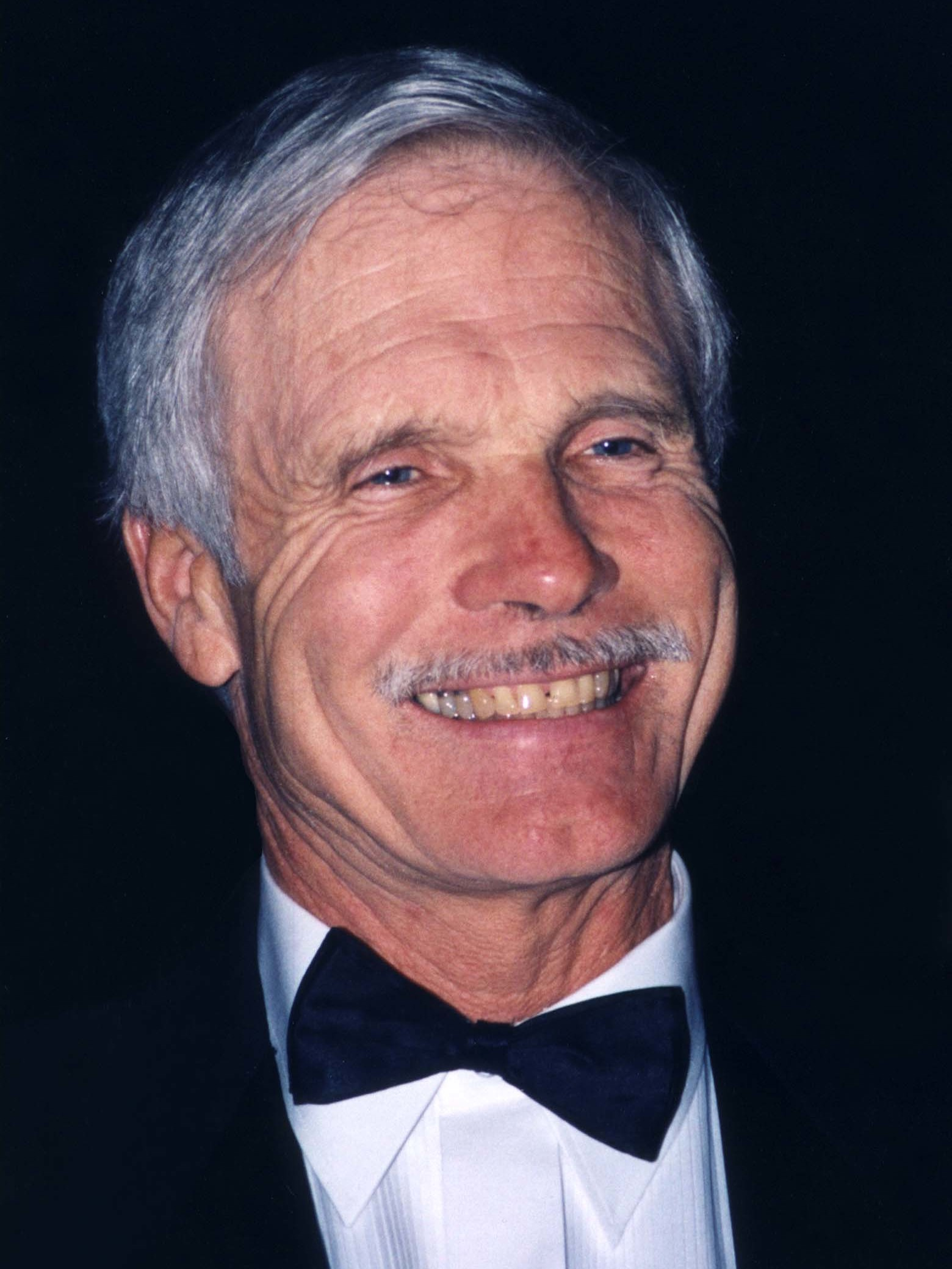
Тед Тёрнер, владелец TBS

Телевидение было важной частью рестлинга в США на протяжении десятилетий, но после 1950-х годов рестлинг был передан в ведение региональных каналов, поскольку национальные сети прекратили его трансляцию. Многие местные работники телевидения обратились к рестлингу как к средству заполнения вещательной сетки, поскольку его производство было относительно недорогим, а рейтинги — высокими. Это укрепило принятую в то время бизнес-систему рестлинга, которая состояла из разрозненных территориальных промоушенов, нацеленных на местную аудиторию и транслируемых на неё же, без централизованного национального промоушена.
С появлением кабельного телевидения в 1970-х годах местные каналы часто ретранслировались на новые рынки. Так канал WTCG (позже — TBS) из Атланты в конце 1970-х годов транслировал промоушн Georgia Championship Wrestling (GCW) на широкую аудиторию.
Телешоу компании, ведущим которого был Гордон Солье, записывалось в одной из студий телеканала TBS в центре Атланты. Шоу записывалось перед небольшой живой аудиторией в студии, как и большинство телевизионных шоу рестлинга той эпохи. В них показывались матчи по рестлингу, а также мелодраматические монологи и противостояния между персонажами, похожие на программы, предлагаемые другими компаниями, включая World Wrestling Federation, расположенную на северо-востоке США. Шоу GCW, выходившее по вечерам в субботу, дополнялось вечерним выпуском в воскресенье. Джим Барнетт, Джек и Джеральд Бриско имели крупные доли в организации, а Оле Андерсон был главным букером и отвечал за операционную деятельность. В 1982 году, чтобы казаться менее региональным, телешоу было переименовано в World Championship Wrestling — название, которое Барнетт использовал для продвижения шоу в Австралии в 1970-х годах.
В 1983 году WWF запустила собственное кабельное шоу под названием WWF All American Wrestling, выходящее по утрам в воскресенье на канале USA Network. Позже в том же году WWF запустила второе кабельное шоу, также на USA, под названием Tuesday Night Titans (TNT), ток-шоу, которое вели Винс Макмэн и Лорд Альфред Хейс.
Продолжая стабильно работать, Барнетт и Бриско продали все свои акции GCW (включая телевизионный слот) Винсу Макмэну, и 14 июля 1984 года (дата известна как «Черная суббота») WWF завладела шоу GCW. Благодаря этому шагу Макмэн стал контролировать весь национальный телевизионный рестлинг в США. Однако шоу WWF на TBS стало рейтинговой катастрофой, поскольку фанаты GCW, которым не понравились карикатурные персонажи и сюжетные линии WWF, просто перестали его смотреть. Через две недели после «Черной субботы» на TBS дебютировало шоу преемника GCW, созданного акционерами Championship Wrestling from Georgia.
Более того, несмотря на то, что изначально Макмэн обещал создать оригинальную программу для TBS, вместо этого он решил сделать клип-шоу, включающее фрагменты других программ WWF, а также матчи с домашних шоу в «Мэдисон-сквер-гарден» и других крупных аренах. Этот формат в конечном итоге стал краеугольным камнем шоу WWF Prime Time Wrestling (PTW). В мае 1985 года Макмэн продал временной слот на TBS другой рестлинг-компании, расположенной на юге и связанной с NWA, Jim Crockett Promotions (JCP), под сильным давлением владельца станции Теда Тёрнера, который был недоволен снижением рейтингов. Это положило начало соперничеству между Макмэном и Тернером, которое продолжалось в течение 16 лет.
В том же году Prime Time Wrestling заменило Tuesday Night Titans на USA Network, который расширил до двух часов шоу WWF на TBS. Наиболее запомнившийся формат Prime Time Wrestling — Бобби Хинан и Горилла Монсун представляли записанные на пленку матчи и анализировали их после, причем Монсун занимал нейтральную позицию фейса, а Хинан болел за хилов. Взаимодействие между Монсуном и Хинаном сделало это шоу популярным среди фанатов, несмотря на то, что оно не считалось одним из основных шоу WWF на протяжении большей части его истории, и многие другие рестлинг-программы пытались скопировать эту формулу, с разной степенью успеха.

### Конкуренция в расписании и Monday Night Raw (1987—1993)
В течение пяти месяцев, с ноября 1987 года по март 1988 года, между Винсом Макмэном и Джимом Крокеттом-младшим, владельцем JCP, разгорелась ожесточенная война за составление расписания мероприятий. На протяжении 1980-х годов Крокетт постоянно скупал другие промоушены, связанные с NWA, пытаясь сделать свою организацию национальной, подобной WWF. В результате термин «NWA» стал практически синонимом JCP. В ночь на День благодарения 1987 года WWF Макмэна по системе pay-per-view (PPV) показала Survivor Series против Starrcade NWA, который Крокетт рекламировал как ответ NWA на «Рестлманию». Однако многие кабельные компании могли предложить только одно PPV-шоу за раз. WWF пригрозила, что любая кабельная компания, которая не покажет Survivor Series, не получит ни одного нового PPV длительное время. Только три кабельные компании предпочли остаться верными своему контракту с Крокеттом.
После этого инцидента индустрия PPV предупредила Макмэна, чтобы он больше не назначал PPV-шоу одновременно с NWA. Однако он по-прежнему не желал полностью сотрудничать с Крокеттом. 24 января 1988 года между WWF и NWA произошел ещё один конфликт: NWA представила шоу Bunkhouse Stampede по системе PPV, в то время как WWF бесплатно транслировала Royal Rumble на USA Network. Позже, в том же году, когда WWF проводила «Рестлманию IV», Крокетт решил использовать тактику Макмэна против него самого, разработав собственное шоу уровня PPV и показав его бесплатно на TBS параллельно с «Рестлманией IV» — Clash of the Champions I. Это шоу сделало Стинга звездой после того, как он сразился с чемпионом мира NWA в тяжелом весе Риком Флэром в 45-минутном матче, который закончился ничьей. В следующем году NWA повторила эту практику, приурочив Clash of the Champions к «Рестлмании V». Хотя в главном событии Clash of the Champions чемпион мира в тяжелом весе Рики Стимбот победил Флэра в поединков, длившемся почти час, рейтинги и посещаемость мероприятия оказались гораздо ниже ожиданий по сравнению с «Рестлманией V». Таким образом, практика проведения конфликтующих крупных событий прекратилась на шесть лет.
К 1988 году череда приобретений Крокетта сильно опустошила его казну. В результате он был вынужден продать свою компанию Тёрнеру. Тернер назвал компанию World Championship Wrestling (WCW) в честь ведущего телевизионного шоу; компания оставалась аффилированной с NWA до 1993 года.
В начале 1993 года шоу Prime Time Wrestling испытывало трудности с рейтингами и было отменена каналом USA. Сменившее его шоу Monday Night Raw изменило представление рестлинга на кабельном телевидении. WWF решила, что ей следует использовать свое кабельное время как витрину для показа оригинальных матчей и сюжетных линий, которые будут служить в качестве основной подготовки к ежеквартальным трансляциям PPV. Оригинальный Raw открыл новые горизонты в телевизионном рестлинге. Формула Raw сильно отличалась от формулы Prime Time Wrestling: вместо записанных на пленку матчей со студийным закадровым голосом и записанной на пленку беседой, Raw было шоу, снятое для живой аудитории, с сюжетными линиями, разворачивающимися по ходу событий. В первом выпуске были показаны репортажи Шона Муни с улиц Нью-Йорка и интервью Бобби Хинана, Ёкодзуна победил Коко Б. Уэйра, «Братья Штайнеры» победили «Палачей», интерконтинентальный чемпион WWF Шон Майклз победил Макса Муна, а Гробовщик победил Дамиана Дементо. На шоу также было показано интервью с Рейзором Рамоном.
Raw проходило в Большом бальном зале Манхэттен-центра и транслировался в прямом эфире каждую неделю. Сочетание закрытого помещения и живого действия оказалось весьма успешным. Однако еженедельные прямые трансляции стали финансово обременительными для WWF, и компания начала записывать шоу на пленку; иногда за один раз записывалось до месяца шоу.

### Эрик Бишофф назначен руководителем WCW (1993—1994)
В том же году, когда состоялась премьера Monday Night Raw, WCW повысила бывшего комментатора и менеджера по продажам American Wrestling Association (AWA) Эрика Бишоффа до должности исполнительного вице-президента. В течение первого года пребывания Бишоффа на вершине WCW, букеры Оле Андерсон и Дасти Роудс придумывали карикатурные, невероятные и плохо построенные сюжетные линии, которые были плохо приняты фанатами, такие как «Затерянный в Кливленде», сюжетная линия, в которой у Кактуса Джека развилась амнезия и он исчез в Кливленде, Огайо; «Белый замок страха», матч между Стингом и Вейдером по мотивам фильмов категории B; и шуточные короткие фильмы о пляжных вечеринках, использовавшиеся в качестве рекламных видео для шоу Beach Blast. Стиль Андерсона и Роудса в целом соответствовал легкомысленному, морально незамысловатому повествованию, которое было популярно в рестлинге 1980-х годов, но на которое молодые поклонники рестлинга смотрели с растущим презрением.
В феврале 1993 года давний рестлер NWA Рик Флэр вернулся в WCW после 18-месячного пребывания в WWF, но так как Флэр был ограничен пунктом о запрете конкуренции из его контракта с WWF, WCW предоставила ему сегмент ток-шоу на своих телевизионных передачах под названием A Flair for the Gold. На Slamboree 1993 года WCW воссоединил «Четырех всадников» с Флэром, Арном Андерсоном и Полом Ромой. Оле Андерсон вошел в состав группировки в качестве советника, но сделал только одно появление на шоу A Flair for the Gold. В конце концов, на ток-шоу произошел один из самых печально известных инцидентов в рестлинге 1990-х годов: на прямом эфире Clash of the Champions XXIV, предваряющем платное шоу Fall Brawl, WCW решила представить «таинственного партнера» для фэйсов, человека в маске, известного как Шокмастер. Предполагалось, что Шокмастер проломит фальшивую стену и запугает хилов. Однако он споткнулся о стену, упал в прямом телеэфире и ненадолго сорвал с себя шлем. Об этом инциденте ещё долгие годы будут говорить в развивающейся интернет-культуре рестлинга, и, наряду с Гобблди Гукером из WWF, Шокмастер стал обозначением исключительно плохо реализованной идеи.
В том же году WCW начала записывать матчи на месяцы вперед для синдицированной программы WCW WorldWide на студии Disney/MGM, которые стали известны как «Диснеевские записи». Записи в студии в конечном итоге оказались катастрофическими для репутации компании, в основном из-за недооценки WCW растущей интернет-культуры: поскольку запись мероприятий велась за несколько недель, а иногда и месяцев до начала, у присутствующих фанатов было время распространить результаты не только в журналах о рестлинге, но и в интернете. Места на мероприятиях также частично зависели от ношения атрибутики, рекламирующей различных рестлеров, а зрителей заставляли реагировать на определённые события на ринге. В то время это считалось серьёзным нарушением «кейфеба» и в конечном итоге привело к выходу WCW из NWA в сентябре 1993 года.
К концу года WCW решил снова построить промоушен вокруг Рика Флэра. Это решение было принято в основном по необходимости: компания планировала сделать упор на Сида Вишеса, но во время гастролей в Англии он вступил в перепалку с коллегой-рестлером Арном Андерсоном. Горячий спор между мужчинами перерос в физический конфликт, который закончился тем, что они ударили друг друга ножницами. Поскольку нападение Сида на Андерсона было более жестоким, а также из-за близких отношений Арна Андерсона с Оле Андерсоном, было принято решение уволить Сида. Уход Сида привел к ещё одной проблеме для компании: поскольку он должен был победить Биг Ван Вейдера за титул чемпиона мира WCW в тяжелом весе на Starrcade 1993 года, несколько недель «Диснеевских записей» были сняты с Сидом в качестве чемпиона, с намерением не показывать их в эфире до следующего года. Уход Сида из компании означал, что многочасовые записи внезапно стали бесполезными.
В 1994 году Бишофф занял более агрессивную позицию в качестве вице-президента. Он объявил WWF открытую войну и агрессивно набирал высокопоставленных бывших рестлеров WWF, таких как Халк Хоган и Рэнди Сэвидж, используя средства Тёрнера. Благодаря своей известности Хоган и Сэвидж смогли потребовать — и получить — ряд уступок, которые в то время обычно не позволялись рестлерам. В частности, они получили полный творческий контроль над своими персонажами, а также многолетние многомиллионные контракты в то время, когда многие ведущие рестлеры получали всего около 1 миллиона долларов в год. Уступки Бишоффа Хогану и Сэвиджу создали прецедент для процесса найма в WCW, который в последующие годы оказался проблематичным: когда Бишофф начал агрессивно преследовать конкурирующих рестлеров, чтобы получить работу в WCW, исполнители, зная о сделках, заключенных с Хоганом и Сэвиджем, начали требовать аналогичные контракты, что в конечном итоге привело к тому, что зарплаты рестлеров вышли из-под контроля. Одновременно с приходом Хогана в WCW между ним и Бишоффом завязалась тесная дружба, которая позволила Хогану оказывать влияние на повседневную деятельность компании.
На первом крупном шоу WCW с момента найма Хогана, Bash at the Beach, Хоган победил Рика Флэра и завоевал титул чемпиона мира WCW в тяжелом весе. Матч был переработкой давно задуманной, но так и не реализованной вражды между этими рестлерами, когда они ещё работали в WWF: запланированный матч в главном событии между ними на WrestleMania VIII был заменен на Хоган против Сида и Флэр против Сэвиджа, и соперничество так и не было реализовано. Попытка Бишоффа представить «матч мечты», который WWF никогда не проводила, оправдалась, и PPV собрал непропорционально высокую по меркам компании аудиторию.

### Eastern Championship Wrestling становится экстремальным (1994)
Extreme Championship Wrestling (ECW) возникло в 1991 г. как Tri-State Wrestling Alliance, принадлежавшее Джоэлу Гудхарту. В 1992 году Гудхарт продал свою долю в компании своему партнеру Тоду Гордону, который переименовал промоушен в Eastern Championship Wrestling. Когда был основан Eastern Championship Wrestling, он был членом NWA, а Эдди «Hot Stuff» Гилберт был его главным букером. После ссоры с Гордоном в сентябре 1993 г. Гилберта заменил Пол Хейман (известный на телевидении как Paul E. Dangerously), который только что покинул WCW и искал новый вызов. В отличие от профессионального рестлинга того времени, которая больше продавался семьям, Eastern Championship Wrestling был больше ориентирован на взрослых и фанатов, которые жаждали более спортивного и жестокого рестлинга. Его преемник нацелил свой продукт на мужчин в возрасте от 18 до 35 лет, нарушив несколько табу в профессиональной борьбе, таких как блейдинг (англ. blading. Хейман рассматривал ECW как профессиональный рестлинг, эквивалентный музыкальному гранж-движению начала 1990-х, и сосредоточился на том, чтобы вывести компанию в новое направлении.

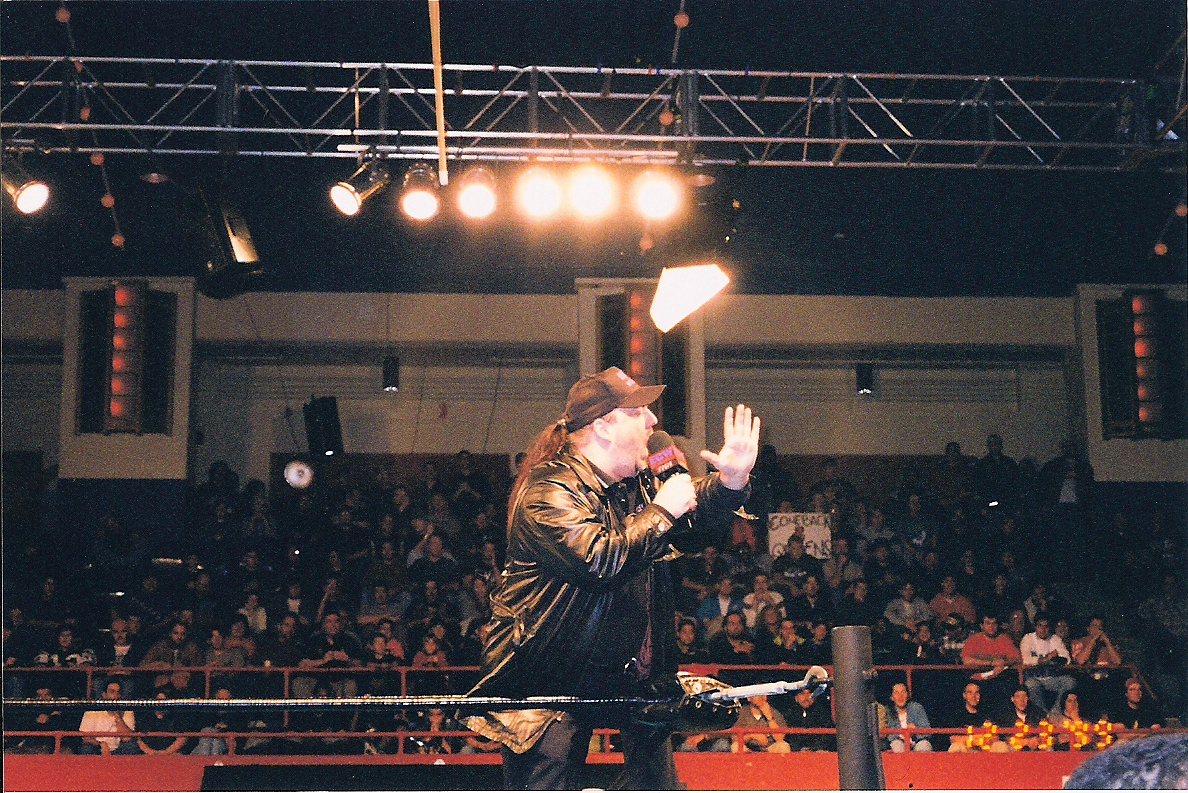
Пол Хейман общается с публикой на мероприятии ECW (1999 г.).

В 1994 году срок действия заключённого Джимом Крокеттом-младшим в 1988 г. соглашения о неконкуренции истек, и он решил снова начать промоушн с NWA. Крокетт пошел к Гордону и попросил его провести турнир за звание чемпиона мира NWA в супертяжелом весе в родной для ECW Филадельфии 27 августа 1994 года. Президент NWA Деннис Кораллуццо утверждал, что Крокетт и Гордон пытались монополизировать титул, и заявил, что Крокетт не получил одобрения правления NWA, в результате чего Кораллуццо лично наблюдал за турниром. Гордон обиделся на Кораллуццо и начал обдумывать план отделения ECW от NWA конфликтном и публичном формате, который привлек бы внимание к ECW и нанёс-бы ущерб NWA. Гордон и Хейман планировали, чтобы Шейн Дуглас, который должен был сразиться с 2 Cold Scorpio в финале турнира, проиграл титул чемпиона мира NWA в супертяжелом весе после его победы в качестве акта неповиновения.
Хейман представил план Дугласу, отметив, что единственным минусом будет то, что традиционалисты NWA просто увидят в них предателей традиции. Вдобавок между Дугласом и Кораллуццо возникла неприязнь, из-за публичной критики функционером Дугласа и связанных с NWA буккеров с требованиями не планировать его выступления, поскольку он считал, что Дуглас представляет собой «плохой риск» и имел тенденцию не появляться на шоу, в которые он был участвовать. В конце концов Дуглас решил реализовать план Гордона и Хеймана, вдохновленный девизом своего отца «поступать правильно с людьми, которые поступают правильно с вами». Он отказался от чемпионата мира NWA в супертяжелом весе, заявив, что не хочет быть чемпионом «мертвого промоушена». Затем он получил титул чемпиона мира ECW и объявил его чемпионским титулом супертяжелом весе, назвав его единственным оставшимся в профессиональной борьбе реальным титулом в данной категории. Вспоминая об этом событии годы спустя, Пол Хейман говорил:
National Wrestling Alliance был старомодным, когда старая школа перестала быть модной. Мы хотели поставить свою марку, мы хотели оторваться от стаи, мы хотели, чтобы мир знал, что мы не просто независимый промоушн.
После этого Eastern Championship Wrestling отделился от NWA и стал Extreme Championship Wrestling неортодоксальный стиль обновленного промоушена и неоднозначные сюжетные линии сделали его популярным в избранной им целевой аудитории. Он продемонстрировал множество различных стилей профессиональной борьбы, популяризируя хардкорные поединки, а также стили луча либре и японской борьбы. ECW рекламировалась как контркультура и более жесткая альтернатива многомиллионным организациям, таким как WWF и WCW.

#### 1995—1996: ПоявлениеMonday Nitro

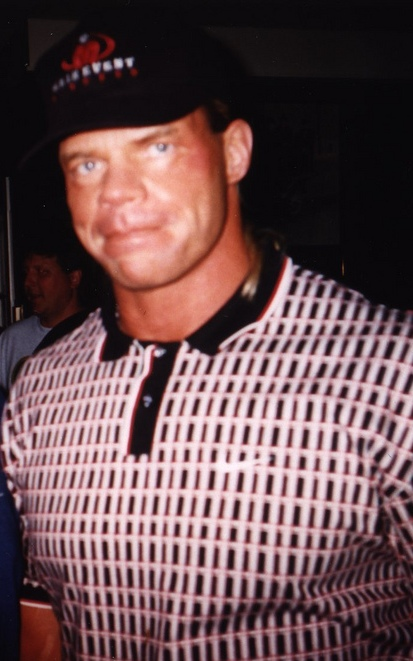
Лекс Люгер вернулся в WCW в первом эпизоде Nitro.

Премьера Monday Nitro состоялась 4 сентября 1995 г. к часовое еженедельное шоу, и Бишофф сыграл важную роль в запуске шоу. Во время встречи в середине 1995 г. Тернер спросил Бишоффа, как WCW может конкурировать с WWF. Бишофф, не ожидая, что Тернер подчинится, сказал, что единственный способ — выделить время в прайм-тайм вечером в будний день, возможно, против флагманского шоу WWF Monday Night Raw. К удивлению Бишоффа, Тернер предоставил ему один час в прямом эфире на TNT каждый вечер понедельника, который частично совпадал с Raw. Этот формат расширился до двух часов в прямом эфире в мае 1996 г., а позже до трёх. Сам Бишофф изначально был ведущим; он вёл второй час вместе с Бобби Хинаном и бывшим футболистом НФЛ Стивом «Монго» Макмайклом, а Тони Шавони и Ларри Збышко вели первый. Среди других соведущих были Майк Тенай (обычно для матчей с участием тяжеловесов или международных звезд), Скотт Хадсон и Марк Мэдден.
Первоначальная трансляция Nitro также показала возвращение Лекса Люгера в WCW. Люгер работал в компании с 1987 по 1992 г., когда она ещё была связана с NWA, прежде чем присоединиться к WWF в следующем году. Удачный ход WCW по получению Люгера имел большое значение по нескольким причинам. Поскольку Nitro в то время был в прямом эфире, премьера главных звезд шоу сигнализировала фанатам о волнении, которое будуту содержать трансляции. Во-вторых, Люгер только что успешно выступил в WWF и был одной из главных звезд компании. Фактически, он был в очереди на получение титула чемпиона мира WWF в супертяжелом весе (у него было несколько предыдущих титульных матчей) и накануне вечером работал на домашнем шоу WWF. Поскольку никто, кроме Бишоффа и хорошего друга Люгера Стинга, не знал, что Люгер вернется в WCW, его появление произвело большое впечатление. В-третьих, уход Люгера породило среди фанатов слухи о том, какие другие известные звезды «покинут корабль». За Люгером последовала бывшая чемпионка WWF среди женщин Алундра Блейз, которая появилась с женским чемпионским поясом WWF в выпуске Nitro от 18 декабря 1995 года и оскорбила своих бывших работодателей, прежде чем выбросить пояс в мусорку.
Raw и Nitro обменивались победами в «Monday Night Wars», но WWE признала, что к декабрю 1995 года «WCW имела преимущество перед [WWF] в легендарных Monday Night Wars». Nitro начал транслировать еженедельный сегмент под названием « Где играют большие мальчики!», который состоял из видеозаписей матчей с участием действующих рестлеров WWF, которые начали свою карьеру в качестве джобберов в WCW, и все они закончились унизительным поражением борца WWF. Бишофф также начал раздавать результаты матчей Raw на Nitro, поскольку Raw обычно записывался на пленку за неделю до выхода в эфир. Эти шаги вызвали ответную тактику со стороны WWF; в январе 1996 года Raw начал транслировать пародии до и после рекламных пауз под названием Billionaire Ted’s Wrasslin' Warroom, изображающие пародии на Теда Тернера («Миллиардер Тед», англ. Billionaire Ted), Халка Хогана (Барышник, англ. The Huckster), Рэнди Сэвиджа («Мачо», англ. The Nacho Man) и Джина Окерланда («Джин-Схема», англ. Scheme Gene). В то время как Хогана и Сэвиджа обычно высмеивали за старость, нападки на Тёрнера имели явно более подстрекательский характер и содержали материалы, которые можно было бы счесть клеветническими. Хотя сам Тернер, как сообщается, находил скетчи забавными, их перестали транслироваться в USA Network по просьбе президента сети Кей Копловиц, а в представленной перед WrestleMania XII короткометражке были убиты почти все их персонажи.
WrestleMania XII также стала кратким поворотным моментом для WWF, после чего Raw обгонял Nitro два месяца подряд. На мероприятии вернулся любимец фанатов 1980-х Родди Пайпер, который сразиkся с Голдастом. Ещё одним фаворитом фанатов 1980-х, вернувшимся в тот вечер, был The Ultimate Warrior, популярность которого ненадолго возродилась. Главное событие, широко разрекламированный матч Ironman между Шоном Майклзом и Бретом Хартом, длилось более часа..

#### 1996: The Curtain Call Incident
В апреле 1996 года двое лучших бойцов WWF, Кевин Нэш (Дизель) и Скотт Холл (Бритва Рамон), подписали контракты с WCW. До своего отъезда мужчины были частью The Kliq, сплоченного объединения борцов WWF, чье закулисное влияние позволяло им обладать огромной властью над руководством компании. Группа, состоящая из Нэша, Холла, Шона Майклза, Хантера Херста Хелмсли (позже известного как Triple H) и Шона Уолтмана (1-2-3 Kid), часто использовала свое влияние для продвижения друг друга по карьерной лестнице, а в некоторых случаях вредила или разрушить карьеру исполнителей, которые им не понравились. Мнения о причине ухода Нэша и Холла разошлись: в то время как аналитики рестлинга предполагали, что срок их контрактов истек, чтобы сломить влияние Kliq в компании, официальная позиция WWF заключалась в том, что они не могут соответствовать контракту. предложение WCW. 19 мая 1996 года, в их последнем матче WWF перед отъездом в WCW, Нэш и Холл были вовлечены в получивший широкую огласку инцидент в Мэдисон-Сквер-Гарден, получивший название «Зов занавеса», в котором четыре члена The Kliq (Нэш, Холл, Майклз , Хелмсли) сломали характер на ринге после матча, чтобы попрощаться с Нэшем и Холлом (Уолтман находился на реабилитации от наркозависимости и не появился на мероприятии). Майклс и Холл играли персонажей бэбифейс, в то время как Нэш и Хелмсли играли персонажей пяток, и их четверо обнявшись увидели явное нарушение кайфабе. Хотя инцидент не транслировался по телевидению, он, тем не менее, был записан фанатами, которые пронесли на мероприятие камеры и видеокамеры, а фотографии и видео были широко распространены в Интернете. Этот инцидент стал одним из первых случаев, когда профессиональные рестлеры так вопиюще сломали характер перед публикой, и вынудил как WWF, так и WCW начать признавать растущую осведомленность фанатов о закулисных событиях их соответствующих компаний. The Curtain Call продолжал влиять на ход повествования обеих компаний, поощряя WCW, а затем и WWF, стирать границы фантазии и реальности в борьбе, включая настоящие имена борцов и подробности их жизни в истории их персонажей.

#### 1996—1997: WCW и Новый мировой порядок
В выпуске Nitro ко Дню памяти 11 ноября 1996 г. Скотт Холл прервал матч и вызвал борцов WCW на бой против него и неназванных товарищей. Хотя Холл был нанят WCW, в сюжетной линии использовалось знание фанатами инцидента с занавесом, намекая на то, что уход Холла из WWF был уловкой и что он фактически инсценировал «вторжение» в WCW от имени конкурентов.
Две недели спустя на Nitro появился второй перебежчик из WWF — Кевин Нэш (который выступал под псевдонимом Дизель). Холла и Нэша прозвали «Аутсайдерами», и они неожиданно появлялись во время трансляций Nitro, обычно прыгая на борцов за кулисами или отвлекая их, стоя у входа на арену или прогуливаясь среди зрителей. Через неделю они объявили о скором появлении третьего участника их группы. На Bash at the Beach Холл и Нэш должны были объединиться со своим таинственным партнером против Лекса Люгера, Рэнди Сэвиджа и Стинга. В начале матча Холл и Нэш вышли дуэтом и сказали Окерлунду, что их напарник «в здании», но он им пока не нужен. Вскоре после начала матча Люгер силами Нэша был унесён на носилках, что превратило бой в противостояние 2 на 2.
Холл и Нэш контролировали ход матча, когда на ринг вышел Халк Хоган. Постояв с ними, он напал на Сэвиджа, тем самым став хилом. В послематчевом интервью Хоган назвал свой союз с Холлом и Нэшем Новым мировым порядком (nWo). Заявления Хогана, которые нарушили его прежний образ фейса, вызвали достаточно гнева ц собравшейся аудитории, которая начала забрасывать кольцо мусором: пивная бутылка сломала нос Окерлунду, а один фанат перепрыгнул через перила и попытался напасть на Хогана.
На следующий вечер на Nitro большинство ведущих звезд WCW дали фальшиво возмущенные интервью, выразив свои чувства о предательстве и разочаровании действиями Хогана. Последовавшая за этим сюжетная линия, в которой nWo вели кампанию анархии против WCW, стирала границы между реальностью и сценарием. Это было признанием растущего осознания фанатами закулисной политики рестлинга и кейфеба. Популярность WCW и nWo продолжала расти, и следующие 84 недели подряд Nitro побеждала Raw в рейтингах.
В начале сюжетной линии WWF подал иск против WCW, утверждая, что та незаконно представляет nWo в качестве филиала WWF и что образ Холла слишком близок к его персонажу «Рэйзор Рамону» (который сам по себе является пародией на персонажа Аль Пачино в фильме Лицо со шрамом), права на которую сохранил WWF. WCW возразила, что в июне Холл и Нэш заявили на камеру, что они больше не являются сотрудниками WWF, и что нынешний образ Холла на самом деле является переработкой его предыдущего персонажа из WCW Алмазного Стадда. Судебный процесс затянулся на несколько лет, кульминацией которого стало то, что WWF согласилось отказаться от иска в обмен на право делать заявки на активы WCW, если та когда-либо будет ликвидирована.

#### 1996—1997: действия WWF

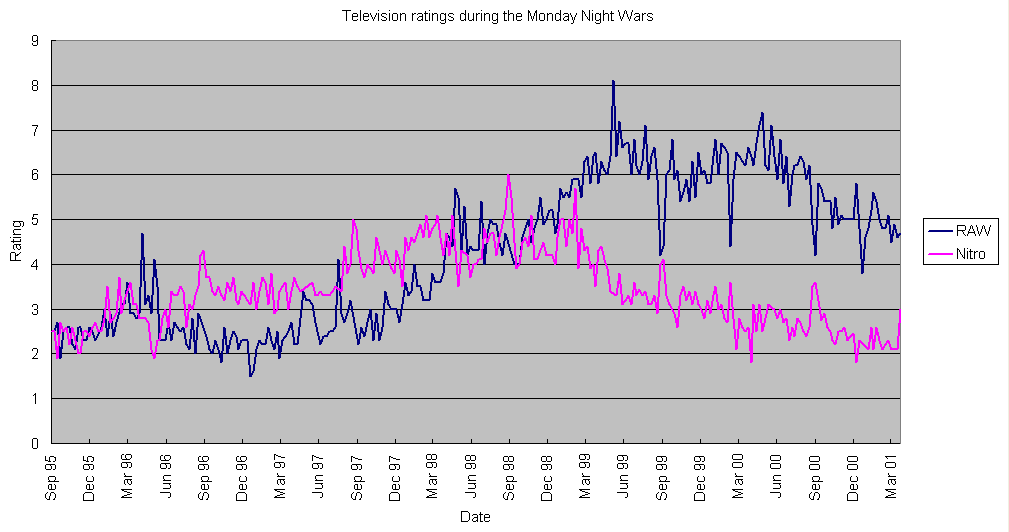
Телевизионные рейтинги времён Monday Night Wars.

Считалось, что Raw и WWF в целом находились в творческом упадке до начала работы над Nitro. В начале 1990-х WWF продолжил использовать творческую формулу, которая обеспечила компании успех в 1980-х: четкие сюжетные линии «лицо против пяты» (положительные герои против отрицательных), яркие борцы с тематическими образами (гиммиками) и соблазнительные женщины-борцы, которые, тем не менее, придерживались ограничений «PG-13». Хотя эта формула была популярна в эпоху «рок-н-рестлинга» на MTV в 1980-х годах, фанаты в 1990-х гг. начали тяготеть к более неоднозначным с моральной точки зрения персонажам, борцам, чьи образы были более основаны на реальности, и сюжетным линиям-метапрозам, которые признавали их осведомленность о закулисной политике рестлинга через использование Интернета. С введением nWo эпизод Raw от 10 июня 1996 г. стал последней рейтинговой победой WWF почти за два года.
4 ноября 1996 года в эпизоде Raw WWF показал сюжетную линию с участием двух бывших друзей Стива «Ледяная глыба» Остина и Брайана Пиллмана, которые враждовали друг с другом. В серии трансляций из настоящео дома Пиллмана в Ньюпорте (штат Кентукки), предположительно ослабленный после нападения Остина борец поклялся защитить себя и свою жену с помощью группы друзей, если Остин снова появится. В конце вечера в последнем видеоотрывке Остин врывается в дом Пиллмана, что побуждает того направить на бывшего друга пистолет. В последовавшем хаосе трансляция «прерывается», а выступающий в качестве комментатора Винс Мак-Махон заявляет, что ему поступило сообщено о «паре вспышек». Когда трансляция возобновилась, было показано, как Остина вытаскивают из дома нецензурно кричащего Пиллмана, чью речь не успели запикать.
Этот эфир поляризовал фанатов и шокировал телесеть USA Network, которая не привыкла транслировать программы с ненормативной лексикой и подобным уровнем насилия. Хотя WWF (и сам Пиллман) были вынуждены принести извинения, чтобы избежать отмены Raw из-за нарушения контракта, последующее обсуждение инцидента в фан-сообществе привлекло наибольшtt внимание, которое WWF удавалось привлечь с начала Monday Night Wars. Это побудило творческую группу WWF начать изучать идею более ориентированных на взрослых сюжетных линий и персонажей и имитировать элементы метапрозы WCW. 3 февраля 1997 г. Monday Night Raw перешел на двухчасовой формат. Пытаясь сломить успех Nitro, WWF заключил соглашение о перекрестном продвижении с ECW. Комментатор Raw Джерри Лоулер оскорбил и «бросил вызов» ECW в эпизоде от 17 февраля, а в последующие недели несколько борцов ECW появились на Raw в сюжетной арке, похожей на сюжетную линию nWo, разыгрываемую в WCW, где WWF преследует « ренегатское» ECW. 10 марта 1997 г. Raw был официально переименован в Raw Is War в связи с продолжающейся рейтинговой битвой.

#### 1997: Монреальская подстава и её последствия

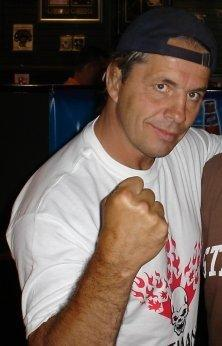
Брет Харт ушёл из WWF в WCW на фоне реакции после Монреальских событий.

На протяжении 1990-х Брет Харт был, пожалуй, самым популярным борцом в списке WWF с тех пор, как выиграл чемпионат WWF у Рика Флэра в 1992 г., и одним из немногих рестлеров, которые оставались непоколебимо верными компании несмотря на её многочисленные изменения. После проигрыша титула Шону Майклзу на WrestleMania XII Харт взял перерыв в WWF, вернувшись в конце 1996 года на Survivor Series вскоре после подписания 20-летнего контракта с WWF. Несмотря на колебания, Харт согласился стать хилом на WrestleMania 13, став антиамериканским и проканадским персонажем, который будет высмеивать мораль американских фанатов рестлинга, все больше поддерживая отрицательных борцов, что позже переросло в более политические антиамериканские высказывания. Хотя Харта сильно не любили в США, это не повлияло на его популярность в Канаде или Западной Европе, где он оставался бэбифейсом. Переход Харта в США после WrestleMania 13 в категорию отрицательных героев, при этом остававшимся положительным в Канаде и Западной Европе, было ещё одним примером открытия новых горизонтов. С точки зрения Харта и канадско-европейских фанатов рестлинга, именно американские фанаты рестлинга были плохими парнями, чья мораль изменилась в худшую сторону по сравнению с предыдущими годами. Вражда Харта против агрессивного, морально неоднозначного, но патриотичного Стива Остина будет доминировать в сюжетных линиях WWF на протяжении большей части 1997 г. В течение года, как часть антиамериканской позиции Харта и его вражды с Остином, тот объединился со своим братом Оуэном Хартом. его зятья Британский бульдог и Джим «Наковальня» Нейдхарт, а также с близким другом семьи Хартов Брайаном Пиллманом, чтобы сформировать Основание Хартов.
Узнав от Винса МакМэхона 22 сентября 1997 года, что нынешнее финансовое положение WWF не позволяет компании выполнить его 20-летний контракт, Харт подписал новый с WCW в октябре 1997 г.. В то время Харт был чемпионом WWF и хотел мирно расстаться с WWF, согласившись освободить титул после прощальной речи 10 ноября 1997 г. в мероприятии Raw Is War в канадской Оттаве, которая должна была состоя ться через день после Survivor Series 1997 года в Монреале. Хотя МакМэхон согласился на договоренность, позже он решил отказаться от сделки и заставить Харта невольно потерять титул на Survivor Series в пользу соперника Шона Майклза. Произошедший на родине Харта инцидент стал известен как «Монреальская подстава».
Инцидент сильно деморализовал состав WWF, пошатнув веру борцов в МакМэхона и приведя к забастовке следующим вечером, когда Мик Фоли фактически объявил забастовку в течение одного дня. Два зятя Брета Харта, Британский Бульдог и Нейдхарт, ушли с Хартом в WCW, хотя Нейдхарт ещё раз появился на Raw Is War в качестве услуги за услугу перед уходом, где Нейдхарт был избит D-Generation X. Ударивший Винса в раздевалке после матча в Монреале Харт предотвратил массовую забастовку, попросив своих бывших коллег не рисковать своей карьерой ради него. Оуэн Харт также пытался покинуть WWF, сославшись на травму колена, но не смог расторгнуть контракт, оставаясь в WWF до своей смерти в Over the Edge 23 мая 1999 г.
Популярный среди фанатов и коллег в 1980-х и 1990-х гг., недавно вернувшийся в WWF и бывший одним из членов-основателей D-Generation X рестлер Рик Руд покинул WWF через неделю после Монреаля и последовал за Хартом в WCW. Поскольку WWF платил Руду за каждое появление, никакие существующие контракты не мешали ему покинуть WWF без предварительного уведомления. Таким образом в телевизионном эфире 17 ноября 1997 г. Руд единственный до конца Monday Night Wars появился как на Raw Is War, так и на Monday Nitro. На выходившем в прямом эфире Nitro Рик раскритиковал МакМэхона, Шона Майклза, DX и WWF, назвав WWF «Титаником». Час спустя на записанном 6 днями ранее Raw Is War Руд появился с окладистой бородой, которую он носил в течение последних нескольких недель в WWF. Вдобавок к этому Руд также появился на Hardcore TV ECW в те выходные (14-16 ноября, поскольку шоу транслировалось по-разному в зависимости от медиарынка). Руд много раз появлялся в ECW в течение 1997 г., в том числе в период, когда был в WWF в составе DX, поскольку WWF и ECW часто сотрудничали в плане талантов.
Уход Брета Харта из WWF в конечном итоге переломил ход «Войн». Теперь «Nitro» мог похвастаться самыми известными именами в рестлинге; WCW также выделяла новые таланты: такие многообещающие звезды, как Крис Джерико, Эдди Герреро и Рей Мистерио-младший, сформировали новый тяжёлый дивизион. Поскольку многие тяжеловесы включили в свои выступления элементы луча либре, дивизион также помог WCW воспользоваться популярностью рестлинга среди испаноязычных, латиноамериканских и азиатских фанатов. Поскольку немногие исполнители WWF в то время использовали воздушные приёмы, характерные для этого стиля, дивизион тяжёлого веса и акробатические выступления его борцов помогли не только привлечь новых зрителей в WCW, но и помогли организации обратиться к болельщикам, которые привыкли видеть такие вещи в борцовских выступлениях в родных странах.
Прошедший в Вашингтоне Starrcade WCW привлёк самый высокий байрейт промоушена на тот момент. Однако конец главного боя между Хоганом и Стингом оказался разочаровывающим: Брет Харт дебютировал в WCW, обвинив рефери в коррупции, объявив себя рефери, а затем присудив пояс Стингу, но через несколько мгновений того лишили звания по техническим причинам. Поскольку многие фанаты ждали решающей победы одной фракции над другой, запутанная последовательность событий была воспринята как способ искусственно продлить сюжетную линию, не дав ей прийти к органичному завершению. Это положило начало резкому падению популярности nWo среди болельщиков.

#### 1997—1998: Начало Эры отношений

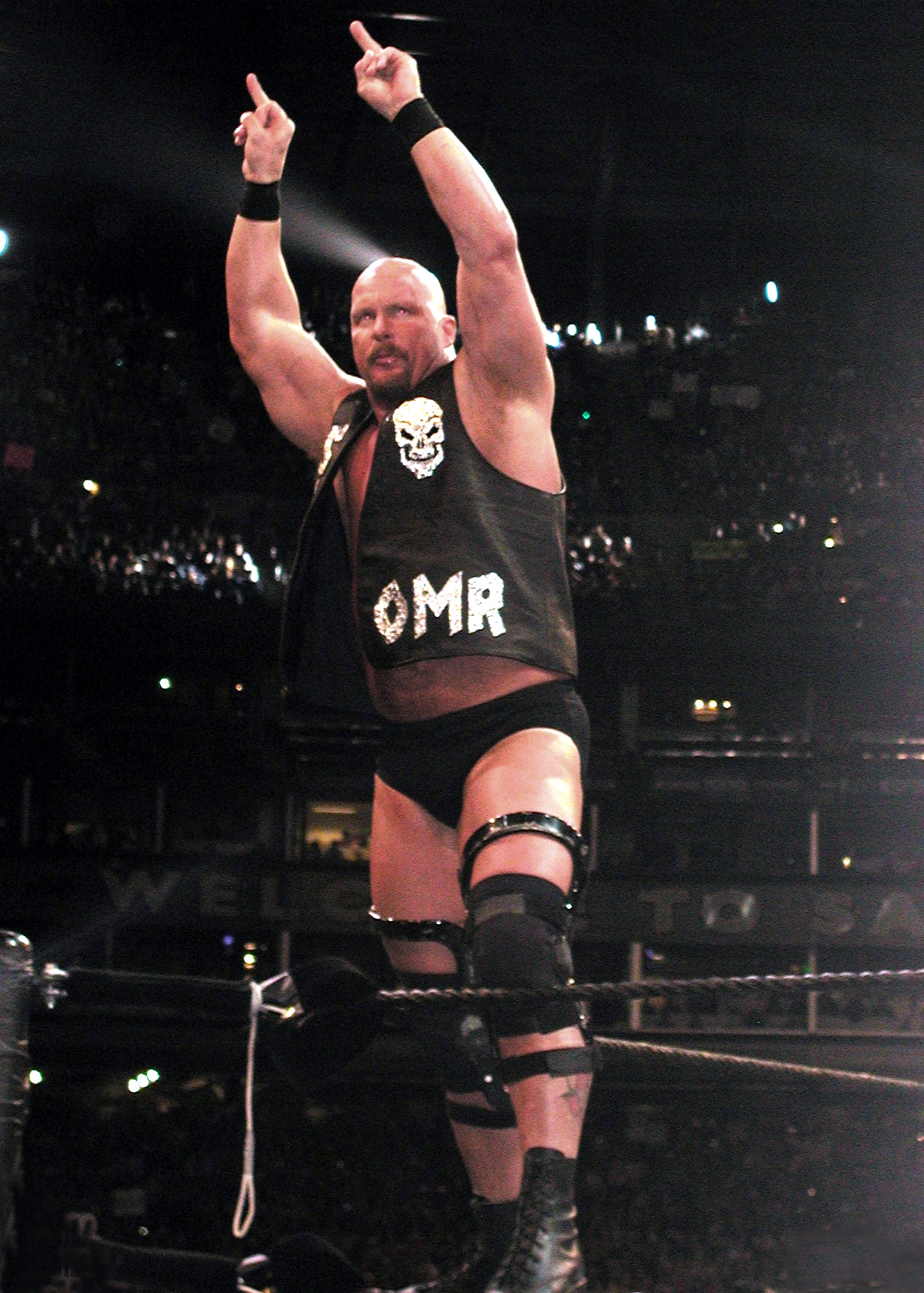
Стив Остин стал прорывной звездой WWF в 1990-х годах.

На протяжении 1997 года Raw Is War стала становиться все более противоречивой, и, несмотря на отсутствие рейтинговых побед, WWF постепенно стал получать значительно большее признание. Элементы сюжетной линии включали расистские граффити против группировки Нации Доминации (образ которой был во многом основанную на Нации Ислама), распитие пива на камеру Стивом «Ледяная глыба» Остином и подчеркивание сексуальности рестлерш Санни, Сейбл и Марлены, которые стали появляться перед камерой во всё более откровенной одежде, а также в купальниках и нижнем белье в разворотах мужского журнала WWF Raw (был создан как альтернатива семейно-ориентированным журналам WWF Magazine и WCW Magazine). Хотя эти элементы помогли WWF привлечь больше внимания, выведшая Остина из строя на три месяца травма на SummerSlam нанесла серьёзный урон.
Несмотря на превосходство Nitro в рейтингах, Raw Is War начала увеличивать показатели после появления новой концепции «WWF Attitude», в которой характерная для 1980-х — середины 1990-х годов семейно-ориентированная и четкая динамика «фейс против хила» была заменена морально неоднозначными борцами и ориентацией на взрослые, часто сильно сексуализированные сюжетные линии. Инициатором этой концепции были МакМэхон и глава сценаристов WWF Винс Руссо, который изменил способ написания и построения телевизионного рестлинга. Стиль букинга Руссо часто называли «Crash TV»: матчи были сокращены в пользу сюжетных закулисных виньеток с упором на шокирующий фактор. Как и в сюжетной линии nWo, WWF начал стирать грань между реальной жизнью и кайфабе: воспользовавшись искренней неприязнью фанатов после «Монреальской подставы», Винс МакМэхон перевоплотился в мистера МакМэхона — коррумпированного бизнесмена, который презирал свою собственных поклонников и ценил подхалимство выше таланта. Тем самым одновременно имитировалась атмосферу Nitro «Все может случиться» и признавалось растущее явление «смарков» — использовавших интернет поклонников рестлинга, желавших получить широкую базу знаний о реальной, закулисной работе индустрии. В феврале 1998 года медиамагнат Барри Дилер за 4,1 млрд долл. завершил покупку USA Network и Sci-Fi Network. Согласно книге Шона Ассаэля и Майка Мунихема Секс, ложь и хедлоки: Настоящая история Винса МакМэхона и World Wrestling Entertainment англ. Sex, Lies Headlocks:The Real Story of Vince McMahon and World Wrestling Entertainment), после покупки почва полностью изменилась у всех под ногами. Смена владельца дала сочувствующей промоушену телевизионному руководителю Бонни Хаммер больше возможностей говорить о статусе WWF в системе координат USA Network, в то время как планировавшая убрать WWF из эфира управляющий директор Кей Копловиц ушла.. 13 апреля 1998 года Raw впервые с 1996 года победила Nitro в рейтингах.
Стив Ледяная глыба Остин начал становиться чрезвычайно популярным среди фанатов WWF в 1997 году. Несмотря на образ хила, многие фанаты начали видеть в нём скорее антигероя. За это время образы многих рестлеров были переделаны, а имеющим растущую популярность давали пуш, часто с мрачными или морально двусмысленными изменениями в их характерах. Так, потерпевший неудачу как бэбифейс Рокки Майвиа (наивный молодой спортсмен, пытающийся оправдать спортивное наследие своего деда и отца), Скала стал высокомерным спортсменом, памятным своими крылатыми фразами. Шон Майклс, Трипл Эйч и Чайна сформировали нарушающую правила группировку D-Generation X (DX), оформленную в стиле студенческого братства, чьи участники приправляли свои выступления сексуальными намеками и непристойными жестами. Хотя из-за травмы Майклс взял четырёхлетний перерыв, популярность группировки резко возросла под руководством Трипл Эйча, который пополнил её ряды группировкой New Age Outlaws и Шоном Уолтманом. Последний 1,5 года под именем Syxx был членом nWo, но был уволен WCW во время восстановления травмы и вернулся в WWF как X-Pac. Один из старейших участников WWF Гробовщик впервые за свою карьеру в промоушене претерпел перемены: выступавший с 1990 по 1998 год в качестве ревенанта, в 1999 году он стал лидером псевдо-сатанинского культа, а год спустя — «крутым байкером». Одним из немногих борцов, чей образ был смягчён стал Мик Фоли: из живущего в котельных психопата Мэнкайнда он стал расслабленным хиппи Дюд Лавом, что увеличило его популярность. Фоли начал примерять образы своих разных персонажей, появляясь то в образе Мэнкайнда (чья предыстория была изменена), Дюд Лава и своего исходного персонажа Кактуса Джека. В это время вышла первая из трёхтомной серии книга Фоли «Хорошего дня: история о крови и спортивных носках» (англ. Have a Nice Day: A Tale of Blood and Sweatsocks), которая помогла ему и промоушену добиться массового успеха за пределами рестлинга, ибо книга заняла первое место в списке бестселлеров по версии The New York Times.
В ночь после получившей позитивную оценку зрителей и высокие цифры PPV (700 тыс. зрителей) WrestleMania XIV МакМэхон начал противостояние со Стивом Остином. Позиционируемое как битва между реднеком-«синим воротничком» Остином и лидером «белых воротничков» МакМахоном, она стала одной из определяющих сюжетных линий «Эры отношений».13 апреля 1998 года заявленный главным событием бой Остина и МакМэхона позволил Raw Is War наконец-то обогнать Nitro в рейтингах впервые почти за два года. Две недели спустя WWF в качестве насмешки над падением рейтингов конкурента отправил  с целью сорвать запись прямой трансляции Nitro членов DX в Норфолк Скоуп в виргинском Норфолке, в то время как сам промоушен записывал Raw Is War в близлежащем Hampton Coliseum в Хамптоне. Ранее в тот же день Трипл Эйч и другие борцы появились возле арены в военной форме, предложив Эрику Бишоффу выйти и сразиться с ними. Событие было снято на видео съемочной группой WWF для включения в Raw. Рейтинги Raw Is Waŕ начали неуклонно расти, доведя «Эру отношений» до высшей точки.

#### 1998—1999: реакция WCW

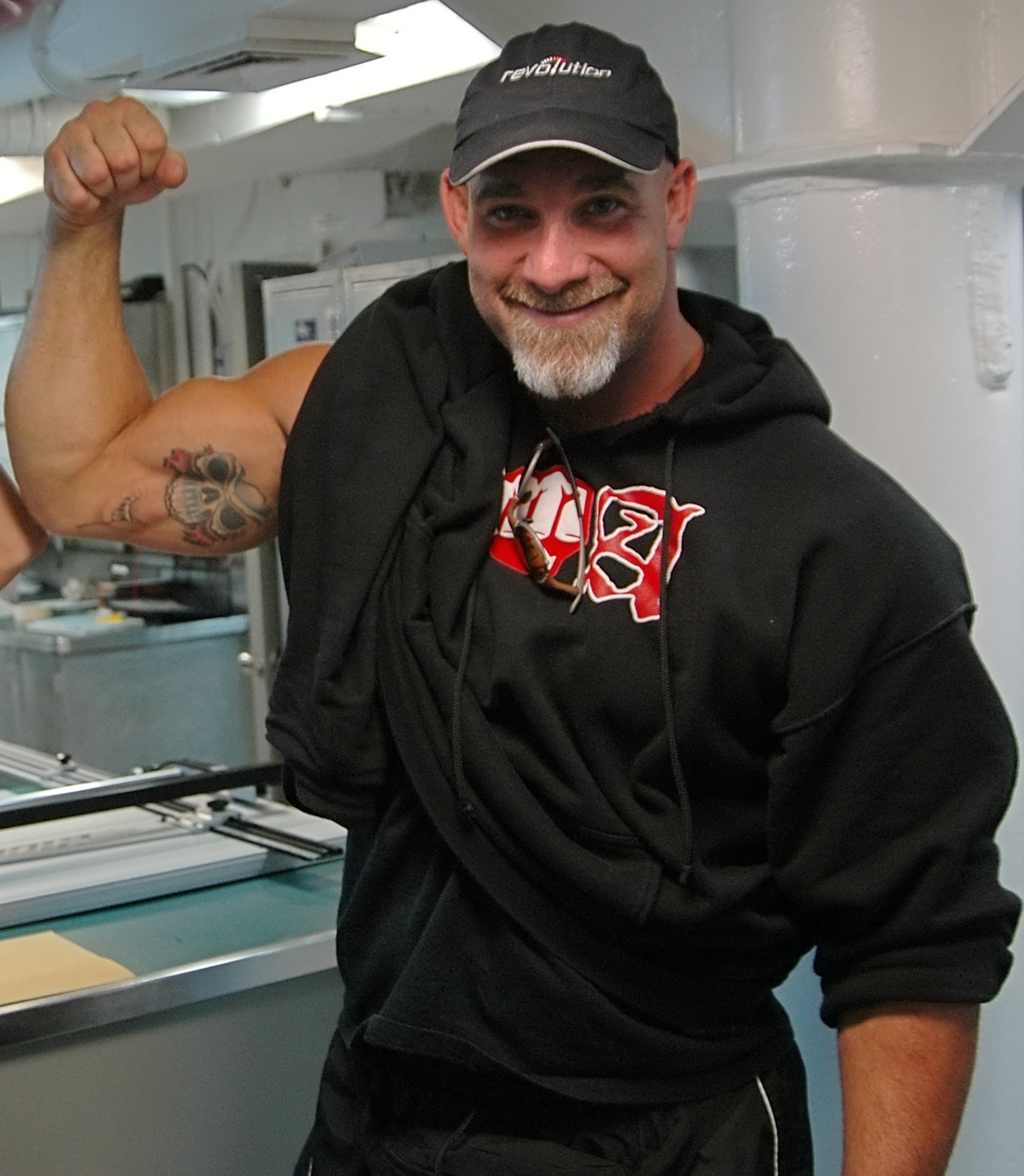
Победная серия Билла Голдберга повысила рейтинги WCW в 1998 году.

Надеясь противостоять вражде МакМэхона и Остина, WCW разделила nWo на фракцию nWo Hollywood под руководством Голливуда Хогана и фракцию nWo Wolfpac под руководством Кевина Нэша. Хотя «Волчья стая» оказалась популярной среди фанатов, общая сюжетная линия nWo начала устаревать. Как и в случае с кульминацией матча Стинга и Хогана, фанаты устали от отсутствия какого-либо развития, поскольку многие матчи между группами просто заканчивались дисквалификациями из-за появления на ринге других участников с целью начать всеобщую драку. Тед Тернер решил расширить бренд, представив вторую еженедельную программу WCW Thunder на своем канале TBS. Появление Thunder обеспокоило Эрика Бишоффа, который предупредил Тёрнера, что вторая еженедельная программа потенциально может привести к выгоранию фанатов — для просмотра обеих программ требовалось потратить пять часов в неделю.
WCW попыталась вернуть себе превосходство в рейтингах, продвигая бывшего игрока НФЛ Билла Голдберга как непобедимого борца с рекордной серией из 173 побед подряд. Голдберг оказался очень популярен среди фанатов и добился определённого успеха в массовой популярной культуре. 6 июля 1998 года победа Голбдерга над Хоганом в матче за мировое чемпионство WCW в тяжёлом весе в эфире Nitro на Джорджия Доум в Атланте обошла Raw Is War в рейтингах. 25 минут матча получили рейтинг 6,91 (самый высокий рейтинг Monday Night Wars на тот момент) и более 5 миллионов зрителей. Однако решение провести матч в прямом эфире по кабельному телевидению было подвергнуто сомнению за кулисами WCW: несколько сотрудников считали, что матч должен был стать кульминацией платного просмотра, где мог бы принести больший доход. Сам Винс МакМэхон усомнился в мудрости этого решения, а также недоумевал, почему его конкурент не смог сделать шаг, который мог бы принести столь большую пользу компании.
10 августа 1998 года WCW вернула себе лидерство на шесть недель. За это время WCW представила Последнего воина, теперь известного просто как Воин, а затем обновила Четырех Всадников для возвращения Рика Флэра. Последняя победа WCW в Monday Night Wars пришлась на 26 октября после состоявшегося накануне вечером платного показа Halloween Havoc. Это была повторная трансляция матча за звание чемпиона мира в супертяжелом весе между Даймондом Далласом Пейджем и Голдбергом после того, как прямой эфир превысил запланированное 3-часовое время, и в 23:00 по североамериканскому восточному времени не смогли увидеть продолжение.
Осенью 1998 года популярность Скалы привела к тому, что его прежний образ бэбифейса получил один из самых больших пушей в истории WWF, когда в финале Survivor Series после победы над Миком Фоли он присоединяется к МакМэхону и формирует группировку Корпорация. До этого в сюжетных линиях Остин/МакМэхон WWF и Голдберг/nWo WCW каждому промоушену удавалось одерживать победу. Выход нового борца WWF в статус мегазвезды и последующая вражда с Фоли дали промоушену лидерство, почти удвоив рейтинги и продажи PPV в будущем 1999 году.
После победы в ноябре 1998 года в королевской битве World War 3 с помощью Скотта Холла и его электрошокера Кевин Нэш завершил победную серию Голдберга со счетом 173-0 и в следующем месяце выиграл чемпионат мира WCW в супертяжелом весе на Starrcade.

## Комментарии
1. ↑  Not to be confused with the aforementioned WWF TV show, Tuesday Night Titans.